# William Mowse
William Mowse († 1588, auch Mouse, Mosse oder Mowsse) war ein englischer Jurist und Leiter von Trinity Hall der University of Cambridge.

## Leben
Seine Bachelor of Laws erhielt er 1538 in Cambridge, wurde zum Priester geweiht, und promovierte 1552 zum Doktor der Rechte. Im gleichen Jahr wurde er durch Intervention von Thomas Cranmer und William Cecil zum Leiter von Trinity Hall, wofür Walter Haddon diesen Posten freigeben musste. Bei der Thronbesteigung von Maria I. am 6. Juli 1553 übernahm Mowse eine aktive Rolle bei der Absetzung des anglikanischen Bischofs Edwin Sandys von der Vizekanzlerschaft, gleichzeitig aber wurde er selbst als Leiter der Trinity Hall verdrängt, um Platz für den wiedereingesetzten Stephan Gardiner zu machen. 1554 wurde Mowse in Oxford eingeführt und vertrat William Aubrey als Regius Professor. Henry Frowde führt Mowse (Mosse) sogar als Regius Professor in seiner Liste. Allerdings ist Frowdes Liste unvollständig oder fehlerhaft; So wird Mowse als direkter Vorgänger von Albericus Gentilis in der Liste nicht geführt. Nach dem Tod Griffith Lloyds 1586 wurde er selbst zum Regius Professor of Civil Law in Oxford ernannt.

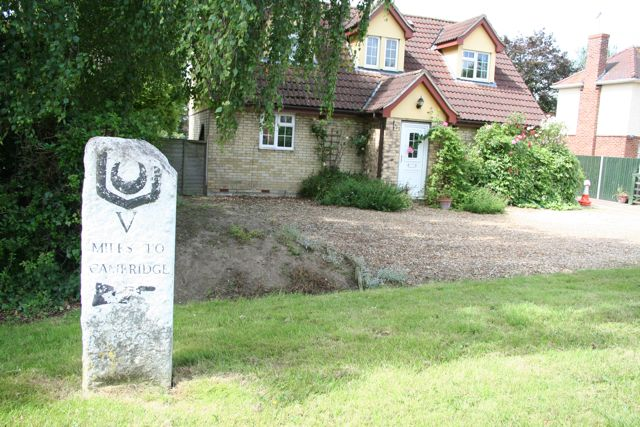
Ein „Trinity Stone“ errichtet aus dem Nachlass von William Mowse

Im Juli 1555 unterschrieb er die durch Maria wieder eingeführten Ketzergesetze, so dass er nach Gardiners Tod am 12. November wieder zum Master von Trinity Hall ernannt wurde.
Reginald Pole, Erzbischof von Canterbury, ernannte ihn 1556 zum Anwalt des Gerichts von Canterbury und am 7. November 1557 wurde er zum College of Advocats zugelassen. Dafür musste er aber die Professur in Oxford an seinen Nachfolger Albericus Gentilis übergeben. Am 12. Dezember 1558 wurde er in der Pfarrei Norton oder Greensnorton, Northamptonshire, eingesetzt. Obwohl er die Professur in Oxford und die Leitung von Trinity Hall kurz nach Inthronisation von Elisabeth I. verlor, wurde er zum Generalvikar und Beamten des Erzbischofs von Canterbury, zum Dean of Arches und zum Richter am Court of Audience ernannt. 1560 übernahm er die Pfarrei East Dereham in Norfolk.
1564 saß er in einer am 27. April zusammengestellten Kommission, die Vorwürfe untersuchte, die von spanischen Kaufleuten gegenüber plündernden, englischen Freibeutern erhoben wurden. Er starb 1588 und vererbte Trinity Hall in seinem Testament vom 30. Mai 1586 ein Vermögen von 1000 Pfund.
Mowse war ein fähiger Jurist und Gelehrter, der sich gut mit John Cheke verstand, den ihn wiederum seiner Freundschaft wert befand. Er unterstützte John Leslie bei seinem Werk Defence of the Queen of Scots.

## Ämter
| Vorgänger            | Amt                                              | Nachfolger       |
| -------------------- | ------------------------------------------------ | ---------------- |
| Walter Haddon        | Leiter von Trinity Hall, Cambridge 1552–1553     | Stephan Gardiner |
| Stephan Gardiner     | Leiter von Trinity Hall, Cambridge 1555–1559     | Henry Harvey     |
| Griffith Lloyd       | Regius Professor of Civil Law (Oxford) 1586–1587 | Alberico Gentili |
| Nicholas Harpisfield | Dean of Arches um 1660                           | Robert Weston    |